# ティミ・ザイツ
ティミ・ザイツ(Timi Zajc、2000年4月26日-)はスロベニアのスキージャンプ選手である。北京オリンピック、 ノルディックスキー世界選手権およびスキーフライング世界選手権個人・団体のメダリスト。

## 経歴
FISカップのデビューは2013年夏のフィラッハ大会で、69位とポイントを獲得できなかった。翌年夏の同地の大会で6位とポイント獲得。コンチネンタルカップのデビューは2016年2月のプラニツァ大会で2日ともポイントを獲得できなかったが、2017年1月のビショフスホーフェン大会1日目で17位に入りポイントを獲得した。
ワールドカップデビューは2017/18シーズンの開幕戦・ヴィスワ大会で、予選17位、団体戦6位のメンバーとなったが、個人戦では失格、ニジニタギル大会で予選28位、本戦12位となりこの年次の最高順位でポイントを獲得した。最終的には88ポイント、総合32位でシーズンを終えた。平昌オリンピックでは個人ノーマルヒルに出場し、33位であった。
2018/19シーズンはワールドカップ開幕戦よりほぼフル参戦し、札幌大会2日目で2位となり初表彰台を獲得し、翌週のオーベルストドルフのフライング大会1日目で初優勝し、総合9位となった。世界選手権ゼーフェルト大会に出場し、個人ラージヒル10位、男子団体6位、個人ノーマルヒル50位であった。
2019/20シーズンはサマーグランプリで2度の優勝があったものの、ワールドカップでは予選落ちから4度の表彰台までとやや不安定な成績で、総合14位となった。
2020/21シーズンはフライング世界選手権プラニツァ大会でのコーチ批判により一時代表を外され、ワールドカップは総合46位で終えた。このコーチ批判は、コーチの辞任につながった。
2021/22シーズンはワールドカップにフル参戦し、オーベルストドルフのフライング大会1日目で2回目の優勝を果たし、3位2回、総合8位であった。北京オリンピックでは、個人ノーマルヒルは9位、混合団体ノーマルヒル金メダル、個人ラージヒル6位、男子団体ラージヒル銀メダルのメンバーとなり、フライング世界選手権ヴィケルスン大会は個人銀メダル、団体金メダルのメンバーとなるなど、飛躍の年となった。
2022/23シーズンはフライングで行われたワールドカップクルム大会で2位に入るなどし、自国開催となった世界選手権プラニツァ大会は、個人ノーマルヒル10位、混合団体ノーマルヒル銅メダル、個人ラージヒルおよび団体ラージヒルは金メダルと活躍した。
2023/24シーズンはワールドカップフライングオーベストドルフ大会で優勝するなど、総合16位であった。フライング世界選手権バート・ミッテルンドルフ大会では個人3位、団体金メダルのメンバーとなった。
2024/25シーズンはワールドカップでは1勝、2位1回であった。世界選手権は、個人競技は30位以内に残れなかったが、男子団体ラージヒルは金メダルのメンバーとなった。

## 主な競技成績

### オリンピック
- 2018年平昌オリンピック ( 韓国)
  - 個人ノーマルヒル 33位
- 2022年北京オリンピック ( 中国)
  - 個人ノーマルヒル 9位
  - 混合団体ノーマルヒル 1位
  - 個人ラージヒル 6位
  - 男子団体ラージヒル  2位

### 世界選手権
- 2019年ゼーフェルト大会 ( オーストリア)
  - 個人ラージヒル 10位
  - 男子団体ラージヒル 6位
  - 個人ノーマルヒル 50位
- 2023年プラニツァ大会 ( スロベニア)
  - 個人ノーマルヒル 10位
  - 混合団体ノーマルヒル 3位
  - 個人ラージヒル 1位
  - 男子団体ラージヒル 1位
- 2025年トロンハイム大会（ ノルウェー）
  - 個人ノーマルヒル 37位
  - 個人ラージヒル 45位
  - 男子団体ラージヒル 1位

### フライング世界選手権
- 2020年プラニツァ大会( スロベニア)
  - 個人 30位
- 2022年ヴィケルスン大会( ノルウェー)
  - 個人 2位
  - 団体 1位
- 2024年バート・ミッテルンドルフ大会( オーストリア)
  - 個人 3位
  - 団体 1位

### ワールドカップ
- 通算 1位5回、2位4回、3位6回（2024/25シーズンまで）

| シーズン | 順位 | ポイント |
| -------- | ---- | -------- |
| 2017/18  | 32.  | 88       |
| 2018/19  | 9.   | 833      |
| 2019/20  | 14.  | 544      |
| 2020/21  | 46.  | 60       |
| 2021/22  | 8.   | 711      |
| 2022/23  | 8.   | 853      |
| 2023/24  | 16.  | 640      |
| 2024/25  | 16.  | 572      |

### サマーグランプリ
- 通算 1位2回、2位1回（2024シーズンまで）

| シーズン | 順位 | ポイント |
| -------- | ---- | -------- |
| 2018     | 13.  | 142      |
| 2019     | 3.   | 268      |
| 2020     | 9.   | 50       |
| 2021     | 49.  | 28       |
| 2022     | 25.  | 58       |
| 2023     | 74.  | 11       |
| 2024     | 24.  | 110      |